# Jacques Teugels
Jacques Teugels (Ixelles, 1946. augusztus 3. – 2024. szeptember 28.) Európa-bajnoki bronzérmes belga labdarúgó, középpályás.

## Pályafutása
1966 és 1968 között az Anderlecht, 1968 és 1971 között az Union SG, 1971 és 1977 között a Molenbeek, 1977 és 1979 között a RAA La Louvière labdarúgója volt. Az Anderlechtel és a Molenbeekkel is egy-egy belga bajnoki címet nyert.
1970 és 1976 között 13 alkalommal szerepelt a belga válogatottban és egy gólt szerzett. Részt vett az 1972-es belgiumi Európa-bajnokságon, ahol bronzérmes lett a csapattal.

## Sikerei, díjai
Belgium
- Európa-bajnokság
  - bronzérmes: 1972, Belgium

 Anderlecht
- Belga bajnokság
  - bajnok: 1966–67, 1967–68

 Molenbeek
- Belga bajnokság
  - bajnok: 1974–75